# Atari STacy
Atari STacy – przenośna wersja Atari ST, premiera tego komputera miała miejsce w roku 1989. Jest to jeden z pierwszych systemów przenośnych w świecie komputerów. Pod względem architektury nie różni się wiele od linii Atari ST, jest na nim oparty i w pełni zgodny. Sercem komputera jest procesor MC68HC000, jest to wersja Motorola 68000 o niskim poborze mocy, pracujący z częstotliwością  8MHz, na szynie 8MHz. Trafił  na rynek w tym samym okresie co zbliżony możliwościami Macintosh Portable. Były to pierwsze podejścia do komputerów przenośnych.
W założeniu miał pracować na niezależnym źródle energii - 12 baterii typu C.  Jednak ówczesna pojemność baterii pozwalała tylko na około 15 minut pracy, co było jedynym ówcześnie mankamentem, ale też między innymi powodem ograniczonego powodzenia komputera. Duży pobór mocy wynikał między innymi z użycia dużej ilości elementów jak również wszystkie układy prócz procesora nie były w wersjach o niskim poborze mocy.  Sam producent w późniejszym czasie sugerował użytkowanie stacjonarne komputera.
Wyposażony w zegar czasu rzeczywistego podtrzymywany bateryjnie, wewnętrzne złącze ACSI/DMA (identyczne z tym w Mega STE). Dodano też nietypowe dla żadnego innego modelu Atari ST złącze rozszerzeń procesora, po lewej stronie płyty, w obudowie komputera jest nawet klapka, jednak złącze nigdy nie było montowane(!). Ponadto wbudowany trackball i przełącznik wyboru między zewnętrzną myszką a wbudowanym trackballem.

## Możliwości rozbudowy
Ze względu na użycie tych samych elementów co w każdym Atari ST  możliwe jest rozszerzanie możliwości komputera o dołożenie takich komponentów jak akceleratory turbo, karty procesorowe (MC68030), pamięć FastRAM, nowsze wersje systemu operacyjnego, stacje dysków, kontrolery IDE i inne ulepszenia.

## Specyfikacja komputera
- Procesor: Motorola 68HC000, 8MHz
- Pamięć RAM: 1 MB, rozszerzalna do 4 MB
- System operacyjny: Atari TOS 1.04
- Blitter
- Zegar czasu rzeczywistego podtrzymywanie bateryjnie (bateria litowa 3 V)

- Obraz:
  - Wbudowany wyświetlacz: LCD 10,4" pasywna matryca STN (Epson), dodatkowe podświetlenie backlight 
    - tryb monochromatyczny 640 X 400

  - Typowe tryby ST na monitorze zewnętrznym:

1. 320x200 pikseli w 16 kolorach
2. 640x200 pikseli w 4 kolorach
3. 640x400 pikseli, tryb monochromatyczny

- Pamięć masowa:
  - wewnętrzny napęd dyskietek 3,5-calowych 720 KB,
  - opcjonalnie  po dodaniu interfejsu ACSI/SCSI dysk twardy SCSI,
  - w wersjach Stacy 2 i 4 interfejs dysku i wewnętrzny dysk twardy 3,5" w standardzie
  - w przypadku braku twardego dysku możliwość zainstalowania drugiego napędu stacji dysków 3,5-calowych 720 KB,

- Urządzenia wejścia: 
  - wbudowane urządzenie wskazujące trackball
  - pełna klawiatura z blokiem numerycznym

- Złącza: 
  - zewnętrzne złącze ACSI(DMA)
  - złącze szeregowe
  - złącze równoległe
  - złącza MIDI
  - złącze ROM Cartridge
  - złącze myszki i joysticka
  - złącze zewnętrznego napędu dyskietek
  - złącze monitora
  - złącze procesorowe
  - wewnętrzne złącze ACSI(DMA)
  - wewnętrzne złącze stacji dysków

- Dźwięk:
  - Yamaha YM-2149 - programowalny generator dźwięku (PSG) firmy Yamaha, umożliwiający trzykanałową syntezę dźwięku.
  - wyprowadzenie dźwięku: złącze monitora (mono)

- Zasilanie
  - zasilacz sieciowy 18 V
  - Ogniwa: 12 baterii typu C, wystarczają na kilkadziesiąt minut pracy

- Waga:  około 7,2 kg
- Cena w momencie wprowadzenia do sprzedaży: $1995 z dyskiem 20 MB HD

Dostępne w sprzedaży były trzy wersje komputera:
- LST-1141 „Stacy“ – 1 MB RAM, napęd dyskietek 3,5-calowych 720 KB
- LST-2144 „Stacy2“ – 2 MB RAM, napęd dyskietek 3,5-calowych 720 KB, 20MB SCSI HD.
- LST-4144 „Stacy4“ – 4 MB RAM, napęd dyskietek 3,5-calowych 720 KB, 40MB SCSI HD.